# Kozjansko

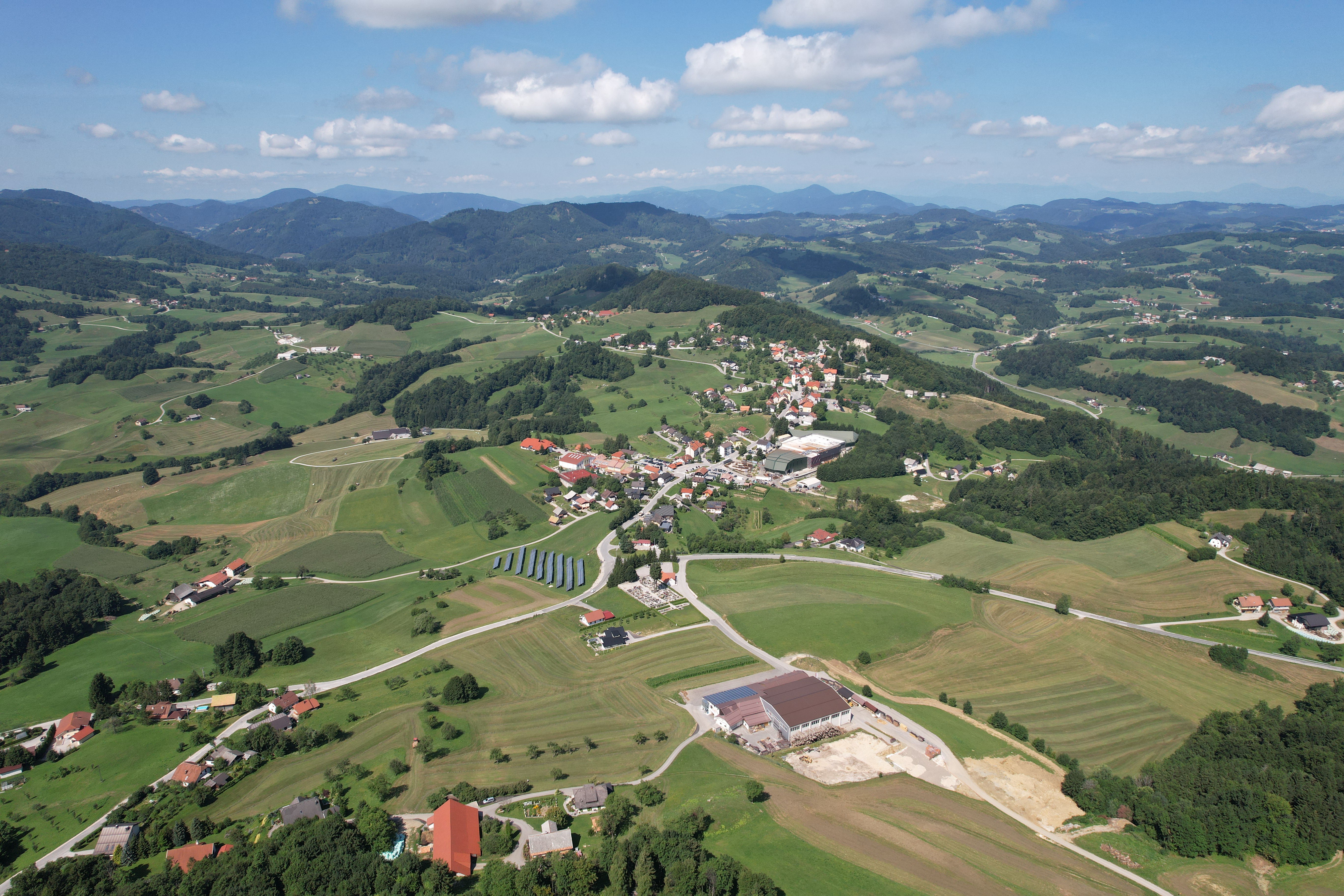
Planina pri Sevnici im Zentrum des Kozjansko

Koordinaten: 46° 6′ N, 15° 24′ O
Kozjansko gričevje, kurz Kozjansko, auch Srednje Sotelsko (deutsch: Hügelland von Kozje) ist die slowenische Bezeichnung für ein Hügelland im zentralen Teil Ostsloweniens.

## Lage und Landschaft
Das Kozjansko ist der östliche Teil des Save-Hügellandes. Im Osten grenzt die Landschaft an den Fluss Sotla, im Norden an die Mittelgebirge  Plešivec (686 m. ü. M.) und Žusem (669 m. ü. M.). Die westliche Grenze bilden die Nebenflüsse der Save und Savinja und im Süden die Berge Bohor (1024 m. ü. M.). und Orlica (Veliki vrh, 697 m. ü. M.).
Der Osten des Kozjansko ist geprägt von Weinbaugebieten, die zum slowenischen Weinbaugebiet Šmarje–Virštanj gehören.
Der westliche Teil ist hauptsächlich bewaldet. Der Gedenkpark Trebče wurde 1981 in Kozjansko auf einer Fläche von 19.600 ha gegründet und heißt seit 1996 Regionalpark Kozjanski.

## Gemeinden
Das Kozjansko umfasst Gebiete der Gemeinden Laško, Šentjur, Šmarje pri Jelšah, Podčetrtek, Bistrica ob Sotli, Brežice, Krško, Sevnica, Radeče, Kozje und Dobje.

## Sehenswürdigkeiten
- Regionalpark Kozjanski Park
- Kozjansko (Vogelschutzgebiet)
- Burg Podsreda, Gemeinde Kozje
- Kloster Olimje, Gemeinde Podčetrtek[1]
- Šmarje-Virštanj-Weinstrasse[2]